# 1. Tennis-Bundesliga (Damen) 2017
Die 1. Tennis-Bundesliga der Damen wurde 2017 zum 19. Mal ausgetragen, insgesamt sieben Mannschaften gingen an den Start. Aufsteiger waren der TK Blau-Weiss Aachen und der TC Blau-Weiss Berlin aus der 2. Bundesliga Nord sowie der TC Radolfzell aus der 2. Bundesliga Süd.
Meister wurde der Titelverteidiger Eckert Tennis Team Regensburg, während die beiden Aufsteiger TC Radolfzell und TC Blau-Weiss Berlin sogleich wieder in die 2. Bundesliga abstiegen.

## Spieltage und Mannschaften
| Spieltage                                 |
| ----------------------------------------- |
| 1. Spieltag: Fr. 12. Mai 2017, 13:00 Uhr  |
| 2. Spieltag: So. 14. Mai 2017, 11:00 Uhr  |
| 3. Spieltag: Fr. 19. Mai 2017, 13:00 Uhr  |
| 4. Spieltag: Sa. 3. Juni 2017, 11:00 Uhr  |
| 5. Spieltag: Mo. 5. Juni 2017, 11:00 Uhr  |
| 6. Spieltag: Fr. 9. Juni 2017, 13:00 Uhr  |
| 7. Spieltag: So. 11. Juni 2017, 11:00 Uhr |

| Mannschaften                   |
| ------------------------------ |
| Der Club an der Alster Hamburg |
| TK Blau-Weiss Aachen (A)       |
| Eckert Tennis Team Regensburg  |
| TC Blau-Weiss Berlin (A)       |
| TC Radolfzell (A)              |
| TC Rüppurr Karlsruhe           |
| TEC Waldau                     |

## Abschlusstabelle
|     | Mannschaft                     | Begegnungen | Punkte | Matches | Sätze | Spiele  |
| --- | ------------------------------ | ----------- | ------ | ------- | ----- | ------- |
| 01. | Eckert Tennis Team Regensburg  | 6           | 12:0   | 42:12   | 88:35 | 578:389 |
| 02. | TK Blau-Weiss Aachen (A)       | 6           | 10:2   | 31:23   | 70:51 | 528:448 |
| 03. | Der Club an der Alster Hamburg | 6           | 6:6    | 30:24   | 67:56 | 512:458 |
| 04. | TEC Waldau                     | 6           | 6:6    | 25:29   | 59:66 | 475:494 |
| 05. | TC Rüppurr Karlsruhe           | 6           | 4:8    | 28:26   | 65:57 | 501:478 |
| 06. | TC Radolfzell (A)              | 6           | 4:8    | 18:36   | 50:83 | 434:555 |
| 07. | TC Blau-Weiss Berlin (A)       | 6           | 0:12   | 15:39   | 36:87 | 374:580 |

## Mannschaftskader
| Pos. | Name               |
| ---- | ------------------ |
| 1    | Angelique Kerber   |
| 2    | Julia Görges       |
| 3    | Johanna Larsson    |
| 4    | Annika Beck        |
| 5    | Maria Sakkari      |
| 6    | Kirsten Flipkens   |
| 7    | Tatjana Maria      |
| 8    | Richèl Hogenkamp   |
| 9    | Tereza Martincová  |
| 10   | Antonia Lottner    |
| 11   | Lesley Kerkhove    |
| 12   | Arantxa Rus        |
| 13   | Barbora Krejčíková |
| 14   | Andrea Hlaváčková  |
| 15   | Natela Dsalamidse  |
| 16   | Caroline Ancicka   |

| Pos. | Name              |
| ---- | ----------------- |
| 1    | Barbora Strýcová  |
| 2    | Elise Mertens     |
| 3    | Carina Witthöft   |
| 4    | Jewgenija Rodina  |
| 5    | Kristína Kučová   |
| 6    | Wiktorija Tomowa  |
| 7    | Tamara Korpatsch  |
| 8    | Anna Kalinskaja   |
| 9    | Rebecca Peterson  |
| 10   | Viktória Kužmová  |
| 11   | Karen Barritza    |
| 12   | Katarzyna Kawa    |
| 13   | Stéphanie Foretz  |
| 14   | Lisa Matviyenko   |
| 15   | Jennifer Witthöft |

| Pos. | Name                       |
| ---- | -------------------------- |
| 1    | Yanina Wickmayer           |
| 2    | Aleksandra Krunić          |
| 3    | Alison Van Uytvanck        |
| 4    | Petra Martić               |
| 5    | Quirine Lemoine            |
| 6    | Valentini Grammatikopoulou |
| 7    | Elyne Boeykens             |
| 8    | Marie Benoit               |
| 9    | Weronika Kapschaj          |
| 10   | Julia Kimmelmann           |
| 11   | Magali Kempen              |
| 12   | Demi Schuurs               |
| 13   | Steffi Distelmans          |
| 14   | Eva Wacanno                |
| 15   | Jule Salzburg              |

| Pos. | Name                    |
| ---- | ----------------------- |
| 1    | Jekaterina Alexandrowa  |
| 2    | Maryna Zanevska         |
| 3    | Diāna Marcinkēviča      |
| 4    | Vivian Heisen           |
| 5    | Charlotte Klasen        |
| 6    | Anna Klasen             |
| 7    | Emma Laine              |
| 8    | Franziska Sziedat       |
| 9    | Vivien Sandberg         |
| 10   | Stephanie Wagner        |
| 11   | Syna Goellner-Schreiber |
| 12   | Vanessa Reinicke        |
| 13   | Kim Johanna Bohlen      |
| 14   | Marie Gervelis          |
| 15   | Květa Peschke           |
| 16   | Lina Brandt             |

| Pos. | Name                 |
| ---- | -------------------- |
| 1    | Anastasija Sevastova |
| 2    | Laura Siegemund      |
| 3    | Mandy Minella        |
| 4    | Julia Boserup        |
| 5    | Eliza Kostowa        |
| 6    | Dalma Gálfi          |
| 7    | Michaëlla Krajicek   |
| 8    | Teliana Pereira      |
| 9    | Anne Schäfer         |
| 10   | Laura Pous Tió       |
| 11   | Ágnes Bukta          |
| 12   | Eleonora Molinaro    |
| 13   | Gaëlle Desperrier    |
| 14   | Vladimíra Uhlířová   |
| 15   | Chantal Sauvant      |

| Pos. | Name                    |
| ---- | ----------------------- |
| 1    | Kateřina Siniaková      |
| 2    | Anna-Lena Friedsam      |
| 3    | Mona Barthel            |
| 4    | Ana Bogdan              |
| 5    | Stefanie Vögele         |
| 6    | İpek Soylu              |
| 7    | Walerija Solowjowa      |
| 8    | Katarzyna Piter         |
| 9    | Anna Zaja               |
| 10   | Laura Schaeder          |
| 11   | Anna Gabric             |
| 12   | Lena Rüffer             |
| 13   | Stefanie Vorih          |
| 14   | Yvonne Neuwirth         |
| 15   | Beatrice Krauss-Granate |
| 16   | Larissa Ernst           |

| Pos. | Name                   |
| ---- | ---------------------- |
| 1    | Denisa Allertová       |
| 2    | Sessil Karatantschewa  |
| 3    | Anastassija Piwowarowa |
| 4    | Petra Cetkovská        |
| 5    | Karolína Muchová       |
| 6    | Caroline Werner        |
| 7    | Nicole Coopersmith     |
| 8    | Steffi Bachofer        |
| 9    | Xenia Knoll            |
| 10   | Nicole Melichar        |
| 11   | Anastasia Wagner       |
| 12   | Tea Bogdanoska         |
| 13   | Kathrin Wörle-Scheller |
| 14   | Janette Husárová       |

## Ergebnisse
Die am jeweiligen Tag spielfreie Mannschaft wird nicht aufgeführt.
| Datum/Uhrzeit    | Heimmannschaft                 | Gastmannschaft                 | Matches | Sätze | Spiele |
| ---------------- | ------------------------------ | ------------------------------ | ------- | ----- | ------ |
| Fr. 12.05. 13:00 | Kögel Touristik TC Radolfzell  | Eckert Tennis Team Regensburg  | 0:9     | 4:8   | 61:100 |
| Fr. 12.05. 13:00 | TK Blau-Weiss Aachen           | TEC Waldau                     | 7:2     | 16:6  | 104:66 |
| Fr. 12.05. 13:00 | Der Club an der Alster Hamburg | TC 1899 Blau-Weiss Berlin      | 7:2     | 16:5  | 102:54 |
| So. 14.05. 11:00 | TC 1899 Blau-Weiss Berlin      | TK Blau-Weiss Aachen           | 2:7     | 4:15  | 61:105 |
| So. 14.05. 11:00 | Eckert Tennis Team Regensburg  | TEC Waldau                     | 5:4     | 11:10 | 93:82  |
| So. 14.05. 11:00 | Kögel Touristik TC Radolfzell  | TC Rüppurr Karlsruhe           | 5:4     | 12:11 | 89:87  |
| Fr. 19.05. 13:00 | TEC Waldau                     | Kögel Touristik TC Radolfzell  | 5:4     | 12:9  | 83:72  |
| Fr. 19.05. 13:00 | Eckert Tennis Team Regensburg  | TC 1899 Blau-Weiss Berlin      | 7:2     | 16:4  | 107:44 |
| Fr. 19.05. 13:00 | TC Rüppurr Karlsruhe           | Der Club an der Alster Hamburg | 5:4     | 11:10 | 74:79  |
| Sa. 03.06. 11:00 | TC 1899 Blau-Weiss Berlin      | TEC Waldau                     | 3:6     | 8:12  | 76:79  |
| Sa. 03.06. 11:00 | Der Club an der Alster Hamburg | Eckert Tennis Team Regensburg  | 1:8     | 4:16  | 73:103 |
| Sa. 03.06. 11:00 | TK Blau-Weiss Aachen           | TC Rüppurr Karlsruhe           | 5:4     | 10:8  | 86:80  |
| Mo. 05.06. 11:00 | Eckert Tennis Team Regensburg  | TK Blau-Weiss Aachen           | 8:1     | 17:4  | 99:47  |
| Mo. 05.06. 11:00 | TC Rüppurr Karlsruhe           | TC 1899 Blau-Weiss Berlin      | 7:2     | 16:4  | 105:59 |
| Mo. 05.06. 11:00 | Kögel Touristik TC Radolfzell  | Der Club an der Alster Hamburg | 1:8     | 5:17  | 65:105 |
| Fr. 09.06. 13:00 | Der Club an der Alster Hamburg | TK Blau-Weiss Aachen           | 4:5     | 8:11  | 77:86  |
| Fr. 09.06. 13:00 | TC 1899 Blau-Weiss Berlin      | Kögel Touristik TC Radolfzell  | 4:5     | 11:12 | 80:82  |
| Fr. 09.06. 13:00 | TEC Waldau                     | TC Rüppurr Karlsruhe           | 5:4     | 11:10 | 89:73  |
| So. 11.06. 11:00 | TEC Waldau                     | Der Club an der Alster Hamburg | 3:6     | 8:12  | 76:76  |
| So. 11.06. 11:00 | TK Blau-Weiss Aachen           | Kögel Touristik TC Radolfzell  | 6:3     | 14:8  | 100:65 |
| So. 11.06. 11:00 | TC Rüppurr Karlsruhe           | Eckert Tennis Team Regensburg  | 4:5     | 9:10  | 82:76  |